# Notre-Dame de Grâce (Ikone)

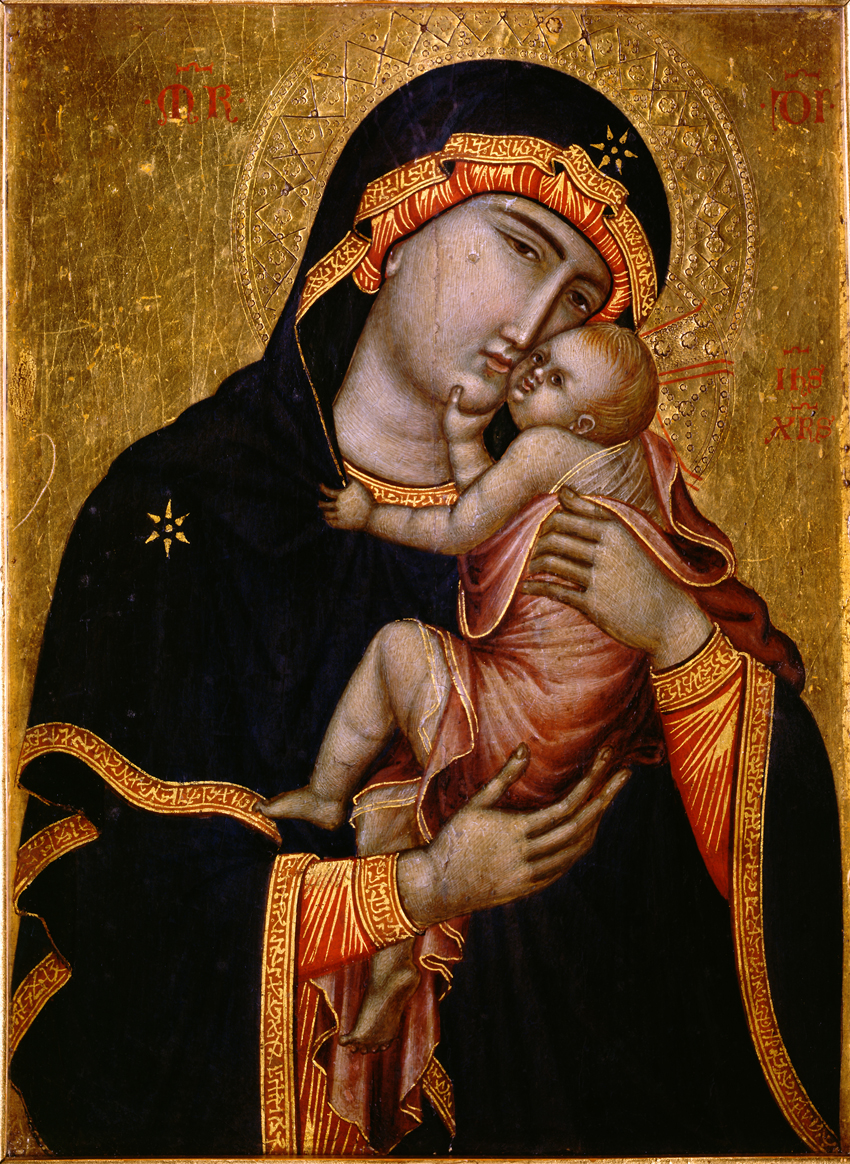
Die Ikone Notre-Dame de Grâce

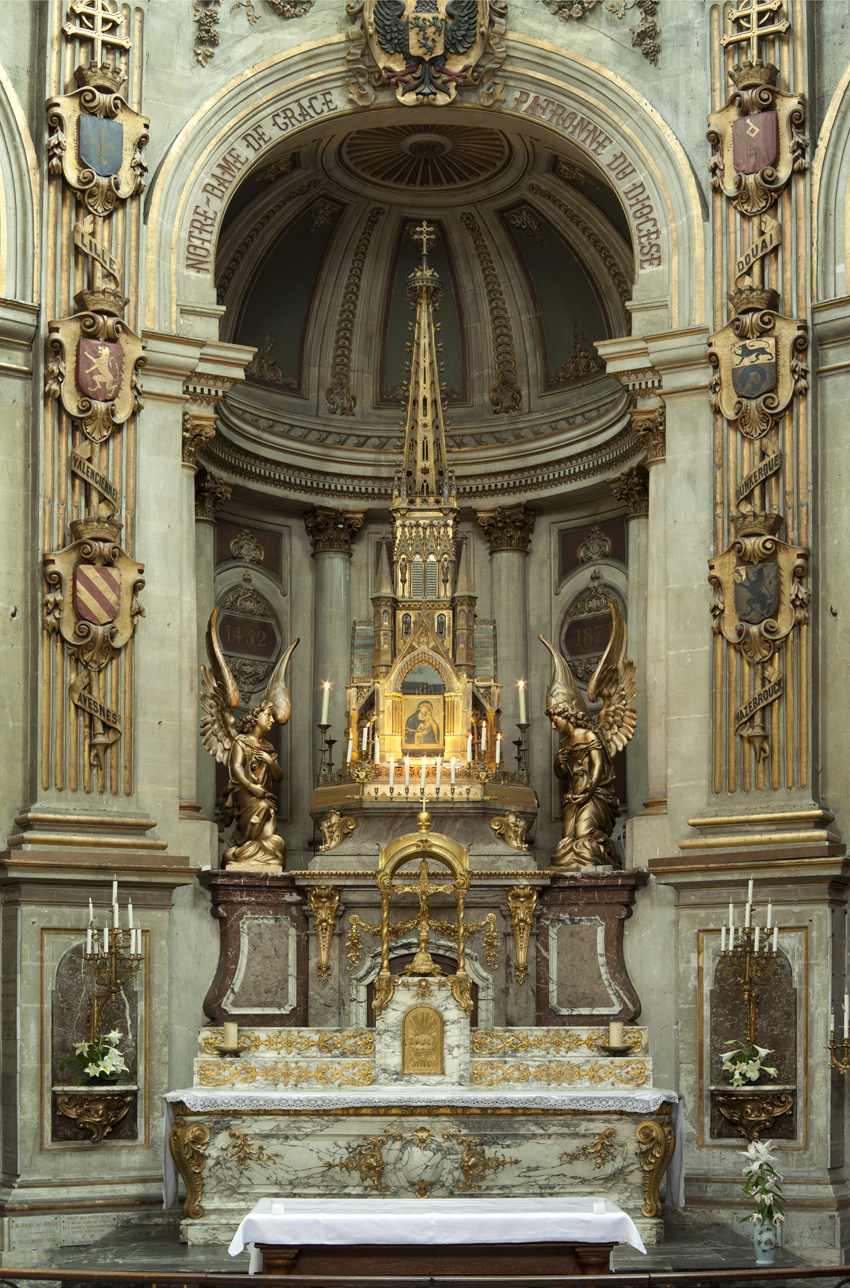
Notre-Dame de Grâce als Patronin des Erzbistums Cambrai in der Kathedrale von Cambrai

Notre-Dame de Grâce (Unsere Liebe Frau von der Gnade) ist eine byzantinische Ikone, die sich seit dem 15. Jahrhundert in Cambrai befindet. Sie stellt Maria mit dem Jesuskind nach dem Bildtypus der Eleusa dar und gehört zu den Ikonen, die der Legende zufolge vom Evangelisten Lukas selbst gemalt wurden.

## Beschreibung
Die Ikone, 35,7 × 25,7 cm groß, zeigt, auf Goldgrund, Maria in einem tiefblauen Gewand mit goldenen Bordüren, das als Schleier auch das Haar bedeckt. Der Kopf ist nach links geneigt und schmiegt sich an die Wange des Kindes. Der Knabe, von der Mutter mit beiden Händen gehalten, ist als wirkliches Kleinkind mit proportional etwas zu kleinem Kopf dargestellt. Er ist in ein blassrotes Tuch gehüllt, das den linken Arm und das linke Bein frei lässt, und erwidert die liebevolle Zuwendung der Mutter. Mit der linken Hand fasst er ihren Gewandsaum am Hals, mit der rechten umgreift er ihr Kinn.

## Geschichte
Entstehungszeit und -ort des Bildes sind nicht bekannt. Als sicher gilt, dass es aus dem Byzantinischen Reich stammt. Nach Rom kam es vermutlich durch Kardinal Jean de Brogny, der als hochrangiger Amtsträger der Kurie und als Leiter des Konstanzer Konzils viele Verbindungen in den griechischen Osten besaß. Er hinterließ die Ikone seinem Sekretär Fursy du Bruille, Titulardomherr an der Kathedrale von Cambrai, der sie seinerseits 1450 der Kathedrale vermachte. Seitdem war sie in der alten Kathedrale von Cambrai ausgestellt und wurde als Gnadenbild und Wallfahrtsziel hoch verehrt. Auch die Herzöge Philipp der Gute und Karl der Kühne, die Könige Franz I., Ludwig XI., Heinrich IV. und Ludwig XIV. und die Kaiser Maximilian und Karl V. besuchten sie. Noch Fénelon feierte als Erzbischof von Cambrai jeden Samstag an ihrem Altar die heilige Messe.
Die gotische Kathedrale von Cambrai ging in der Französischen Revolution unter. Der wichtigste aus ihr geborgene Schatz war, neben den Gebeinen der Bischöfe, die Marienikone. Nach ihrer Überführung in die zur neuen Kathedrale erhobene ehemalige Abteikirche Saint-Sépulcre – nun Notre-Dame de Grâce genannt – kamen allein am 24. März 1804 100.000 Menschen zusammen, um sie zu ehren. Sie bekam eine aufwendig gestaltete neobarocke Kapelle mit einem Altarschrein, der dem Westwerk der alten Kathedrale nachgebildet ist. Am 14. Mai 1894 wurde sie im Auftrag Papst Leos XIII. feierlich gekrönt.

## Notre-Dame de Grâce und Bernadette Soubirous
Auch heute zieht Notre-Dame de Grâce die Aufmerksamkeit von Betern und Touristen auf sich. Das hat nicht zuletzt mit Bernadette Soubirous, der Seherin von Lourdes, zu tun. Sie lehnte seinerzeit die Statue von Joseph-Hugues Fabisch und alle anderen Versuche, die Dame, die ihr in der Grotte erschienen war, bildlich darzustellen, ab. Als man ihr aber Alben mit Mariendarstellungen aus verschiedenen Epochen zeigte mit der Bitte, die ähnlichste zu benennen, soll sie auf eine Abbildung der Ikone von Cambrai gedeutet haben. Diese Episode erzählte André Malraux Pablo Picasso, der sie im Rahmen seiner Überwindung der „illusionistischen“ Perspektivmalerei zum Anlass nahm, sich mit dieser und anderen Ikonen näher zu befassen. So erlangte die Geschichte Berühmtheit und wurde auch in Cambrai rezipiert. Der bedeutende katholische Theologe René Laurentin, der sich zeitlebens mit Marienerscheinungen befasste, reduziert sie jedoch auf den verifizierbaren Kern, dass man Bernadette eine Ikone „von der Hand des heiligen Lukas“ gezeigt habe und dass sie dieser, womöglich aus frommer Demut, eine gewisse Ähnlichkeit zuerkannt habe. Eine anderthalb Meter große Kopie der Ikone von Cambrai wurde 2002 vom Bischof und 3000 Pilgern aus Cambrai nach Lourdes gebracht und dort in der modernen Anbetungskirche Ste. Bernadette gegenüber der Erscheinungsgrotte aufgestellt. Die Ikone selbst war 2004 Teil einer großen Byzanz-Ausstellung des Metropolitan Museum of Art in New York und wurde im Bericht der New York Times vom 26. März 2004 an erster Stelle erwähnt.